# Distrikt Capaso
Der Distrikt Capaso, alternative Schreibweise Distrikt Capazo, liegt in der Provinz El Collao in der Region Puno im Süden Perus. Der Distrikt wurde am 29. September 1988 gegründet. Er besitzt eine Fläche von 1041 km². Beim Zensus 2017 wurden 1216 Einwohner gezählt. Im Jahr 1993 lag die Einwohnerzahl bei 1313, im Jahr 2007 bei 1830. Sitz der Distriktverwaltung ist die etwa 4400 m hoch gelegene Ortschaft Capaso mit 115 Einwohnern (Stand 2017). Capaso befindet sich 122 km südsüdwestlich der Provinzhauptstadt Ilave.

## Geographische Lage
Der Distrikt Capaso liegt an der Nordostflanke der Cordillera Volcánica im äußersten Südosten der Provinz El Collao. Der Río Ilave (auch Río Huenque) entwässert das Areal nach Norden. Der Río Maure verläuft entlang der südwestlichen Distriktgrenze nach Osten. Im Süden des Distrikts erhebt sich der 5075 m hohe Berg Huancure (oder Wanq'uri).
Der Distrikt Capaso grenzt im Süden an die Distrikte Tarata und Ticaco (beide in der Provinz Tarata), im Westen und im Norden an den Distrikt Santa Rosa, im Osten an den Distrikt Pisacoma (Provinz Chucuito) sowie im Südosten an das Municipio Catacora (Bolivien).

## Ortschaften
Neben dem Hauptort gibt es folgende größere Ortschaften im Distrikt:
- San José Ancomarca
- Tupala